# Пелчин (Нижньосілезьке воєводство)
Пелчин (пол. Pełczyn) — село в Польщі, у гміні Волув Воловського повіту Нижньосілезького воєводства.
Населення — 435 осіб (2011).
У 1975-1998 роках село належало до Вроцлавського воєводства.

## Демографія
Демографічна структура станом на 31 березня 2011 року:
|          | Загалом | Допрацездатний вік | Працездатний вік | Постпрацездатний вік |
| -------- | ------- | ------------------ | ---------------- | -------------------- |
| Чоловіки | 222     | 42                 | 163              | 17                   |
| Жінки    | 213     | 48                 | 127              | 38                   |
| Разом    | 435     | 90                 | 290              | 55                   |